# Sara Franceschi
Sara Franceschi (Livorno, 1º febbraio 1999) è una nuotatrice italiana.

## Biografia
Nata a Livorno nel 1999, a 17 anni ha partecipato ai Giochi olimpici di Rio de Janeiro 2016, nelle gare dei 200 e 400 metri misti. In entrambe è stata eliminata in batteria, con il 28º tempo (2'15"61) nei 200 e con il 30º (4'48"48) nei 400. Franceschi era la più giovane atleta della spedizione azzurra alle Olimpiadi brasiliane.
Il tempo di qualificazione per i 200 di Rio de Janeiro lo aveva ottenuto agli Europei di Londra di tre mesi prima, dove aveva chiuso in quarta posizione la finale dei 200 misti con il tempo di 2'12"59. Nell'occasione aveva partecipato anche ai 400 misti, venendo eliminata in batteria con l'11º crono, 4'44"28.
Sempre nel 2016, a luglio, aveva vinto l'argento nei 200 misti agli Europei giovanili di Hódmezővásárhely, in Ungheria, chiudendo in 2'13"98, dietro soltanto alla connazionale Ilaria Cusinato.
Nel 2018 si è arruolata nelle Fiamme Gialle.
Detiene 3 record italiani giovanili: il record dei 200 misti categoria ragazzi (2'18"85), ottenuto nel 2013, e categoria cadetti (2'11"98), nuotato nel 2017, mentre nei 400 misti il record cadetti (4'40"03), ottenuto nel 2016. Nel 2022 conquista due medaglie d'oro ai Giochi del Mediterraneo e la medaglia di bronzo agli europei di Roma nei 200 m misti. Il 15 aprile 2023 ai campionati italiani sigla il nuovo record italiano nella medesima specialità, con il crono di 2'10"05. Il 25 giugno 2023 migliora ulteriormente tale record nel corso del Trofeo Settecolli, chiudendo in 2'09"30. Ai campionati mondiali di Doha del 2024 ha conquistato la medaglia di bronzo nei 400 m misti.

## Palmarès
- Mondiali:

Doha 2024: bronzo nei 400m misti.
- Mondiali in vasca corta:

Melbourne 2022: argento nei 400m misti.
- Europei

Roma 2022: bronzo nei 200m misti.
- Europei in vasca corta

Kazan 2021: argento nei 400m misti.
- Giochi del Mediterraneo

Orano 2022: oro nei 200m misti e nei 400m misti.
- Europei giovanili

Hodmezovasarhely 2016: argento nei 200m misti.

## International Swimming League
| Stagione 2021 |
| ------------- |
| LA Current    |